# ナイル・ルドック
ナイル・ルドック（Neil Ruddock, 1968年5月9日 - ）は、ロンドン・ワンズワース区・ワンズワース出身の元サッカー選手。

## 経歴
ミルウォールFCでキャリアをスタート。1986年にトッテナム・ホットスパーFCに移籍したが、怪我の影響もあり、出場機会は多くなかった。1988年にミルウォールに復帰するが、1部に昇格した古巣での出場機会は限られた。
1989年に20万ポンドの移籍金でサウサンプトンFCへ移籍。主力として定着し、出場機会を得ると、1992年にトッテナムに復帰、プレミアリーグ開幕初年度に38試合に出場した。
1993年、移籍金250万ポンドでリヴァプールFCへと加入した。最初の2シーズンは主力として活躍。3年目のシーズンも20試合の出場で5得点を記録した。1998年7月にウェストハム・ユナイテッドFCに30万ポンドで移籍。1998-99シーズンはチームの5位フィニッシュに貢献した。
1994年、テリー・ヴェナブルズによってイングランド代表に初招集され、ナイジェリア代表戦で初キャップを記録した。この試合が代表で唯一の出場となった。